# 虚黑洞
虚黑洞（英語：virtual black hole），量子引力中的概念，指的是由于时空无时无刻不在进行的量子真空涨落形成的微型黑洞。虚黑洞是量子泡沫的一种体现，其在万有引力场中的作用类似于量子电动力学中的电子-正电子对。现有理论认为，这类黑洞的大小、寿命、质量均在普朗克尺度。